# Цифрові темні сторіччя
Цифрове темне століття — термін, що описує передбачуване майбутнє, в якому існують значні труднощі (або неможливість) відкриття текстових або будь-яких інших електронних документів, через їх застарілий формат.

## Історія
Назва випливає з історико-краєзнавчого терміна темні сторіччя і вказує на імовірність виникнення випадків втрати культурної спадщини, аналогічних тим, які відбулися під час зміни книжної традиції в III—VIII ст.
Уперше термін був використаний на конференції Міжнародної федерації бібліотечних асоціацій та установ в 1997 році. Так само вживання терміна можна було зустріти в 1998 році на конференції Time and Bits, спонсорами якого виступили Фонд Long Now Foundation та Інститут Гейті Розмова.
Одним із факторів, які змушують звертатися до терміна, є те, що документи зберігаються на фізичних носіях, що вимагають певного технічного забезпечення, що навряд чи буде так широко доступним, наприклад, через декілька десятиліть, як у момент створення документа. Наприклад, дисководи, розраховані на читання дискет, через невелику кількість часу з моменту їх появи на ринку, є вже значною рідкістю.

## Приклади
Як один із найвідоміших прикладів можна навести випадки, що відбулися з НАСА і їх першими космічними записами. Магнітні стрічки з апаратів «Вікінг-1» і «Вікінг-2», які приземлилися на Марс в 1976 році, понад десять років залишаються необробленими — дані, наявні на апаратах, не відкриті, оскільки були збережені в форматі, невідомому для нових комп'ютерів, а програмісти, задіяні в роботі, вже або померли, або пішли з НАСА. Урешті-решт записані на апаратах дані — близько 16 тис. фотографій — були успішно відновлені завдяки кільком місяцям кропіткої роботи з відновлення даних та вивчення принципів роботи тогочасних записувальних машин.
Як інший приклад можна навести проєкт BBC — «Проєкт Судного дня», який був запущений в 1986 році і являв собою масштабне дослідження населення Англії. Проєкт був присвячений 900-річному ювілею «Книги Судного дня», яка стала у свій час першим зразком загального земельного перепису в середньовічній Європі. Метою проєкту було зібрати основні відомості про Велику Британію. BBC звернулася до громадськості з проханням надати докладну інформацію про зонування місць свого проживання, щоб скласти цифрову характеристику країни. У проєкт було введено понад 1 млн осіб, що було відображено в 147 819 статтях та 23 225 фотографіях.
Уся інформація, зібрана для проєкту, була записана на два лазерні диски. У той час як інформація в «Книзі Судного дня» завжди залишалася загальнодоступною, висловлювалися занепокоєння, що інформація, записана на дисках «Проєкту Судного дня», може стати нечитабельною, оскільки комп'ютери, здатні прочитати формат записаних на них файлів, коштували порядку 5000 фунтів, а дисководи, придатні для роботи з двома дисками проєкту, ставали справжнім раритетом. У 2002 році Пол Витлі розпочав роботу над Camileon — програмою, націленою на відновлення спільного доступу до записаних даних «Проєкту Судного дня».

## Критика
Американський учений Вінтон Серф на науковій конференції Американської асоціації сприяння розвитку науки (AAAS) в Сан-Хосе висловив стурбованість, пов'язану з можливим настанням «цифрового Темного століття»:
Старі формати документів, створених нами, можуть не читатися на останніх версіях програмного забезпечення. І може статися так, що навіть якщо ми назбираємо великі архіви цифрового контенту, ми просто не дізнаємося, що в них.
Серф стверджує, що для коректної роботи будь-якого хмарного сервісу з цифровим контентом, його опис має бути стандартизовано, і вважає, що якщо дослідники не розроблять стандарт для збереження цифрових даних, то XXI століття залишиться «темним століттям» для істориків майбутнього.

## Запобігання
У міру поступового збільшення електронних даних, почали робитись кроки по стандартизації різних файлових форматів. Програмне забезпечення для їх читання повинне бути широкодоступним, щоб і разі потреби можна було повторно реалізувати його на нових платформах.
PDF/A є відкритим стандартом, що заснований на форматі PDF від компанії Adobe Systems. Документ, що зберігається в форматі PDF/A, можна буде відкрити в будь-якій операційній системі через будь-яку кількість часу за допомогою програм, що підтримують цей формат.
Відкритий формат файлів OpenDocument був стандартизований консорціумом OASIS у 2005 році і ISO у 2006 році. Відтоді підтримка OpenDocument була здійснена в багатьох програмах відкритого програмного забезпечення. Таким чином, використання формату OpenDocument є одним із варіантів для архівування редагованого документа з офісних додатків.
У 2007 році компанія Microsoft стала співпрацювати з Національним архівом Великої Британії, щоб запобігти цифровим темним століттям і «відкрити доступ до мільйонів файлів, що зберігаються на комп'ютері».
Національний архів Великої Британії тепер приймає різні формати файлів, включаючи Office Open XML, PDF і OpenDocument.